# Hans Moser (acteur)
Pour les articles homonymes, voir Hans Moser et Moser.

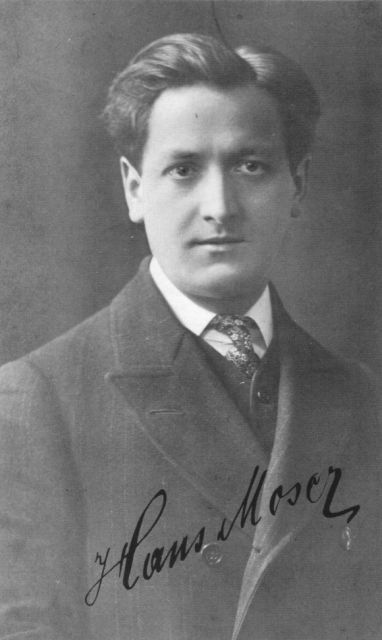
Hans Moser en 1902.

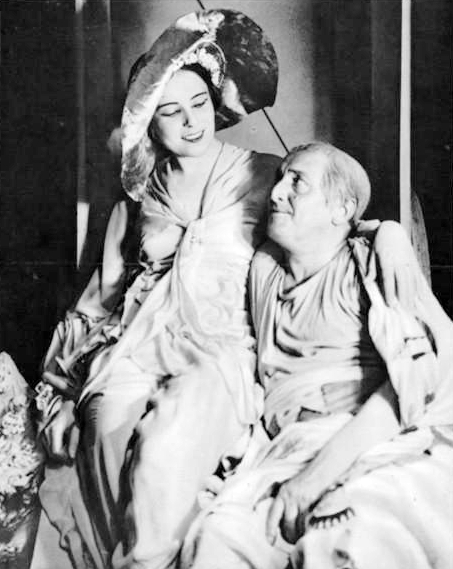
Jarmila Novotná et Hans Moser en 1931 dans La Belle Hélène, mise en scène de Max Reinhardt.

Hans Moser, né Johann Julier à Margareten, Vienne, Autriche-Hongrie, le 6 août 1880 et mort dans la même ville le 19 juin 1964, est un acteur autrichien. Il participa à plus de 150 films et est associé au Wiener Film (en).

## Filmographie partielle
- 1923 : Les Contes d'Hoffmann (Hoffmanns Erzählungen) de Max Neufeld
- 1924 : La Ville sans Juifs
- 1925 : Célimène, la poupée de Montmartre
- 1933 : La Vie tendre et pathétique
- 1934 : Le Secret de Cavelli
- 1934 : Der junge Baron Neuhaus
- 1936 : Das Gäßchen zum Paradies (de)
- 1938 : Les étoiles brillent
- 1939 : Castelli in aria (Ins blaue Leben) de Augusto Genina
- 1950 : Le baiser n'est pas un péché de Hubert Marischka
- 1952 : Vienne, premier avril an 2000 (1. April 2000)
- 1952 : On se tirera d'affaire (de)
- 1959 : La Belle et l'Empereur

## Prix et distinctions
- 1961 : Kammerschauspieler

## Sources
- (de) Cet article est partiellement ou en totalité issu de l’article de Wikipédia en allemand intitulé « Hans Moser » (voir la liste des auteurs).